# Drew Doughty
Pour les articles homonymes, voir Doughty.
Drew Doughty (né le 8 décembre 1989 à London en Ontario au Canada) est un joueur professionnel canadien de hockey sur glace. Il évolue au poste de défenseur.

## Biographie

### Carrière en club

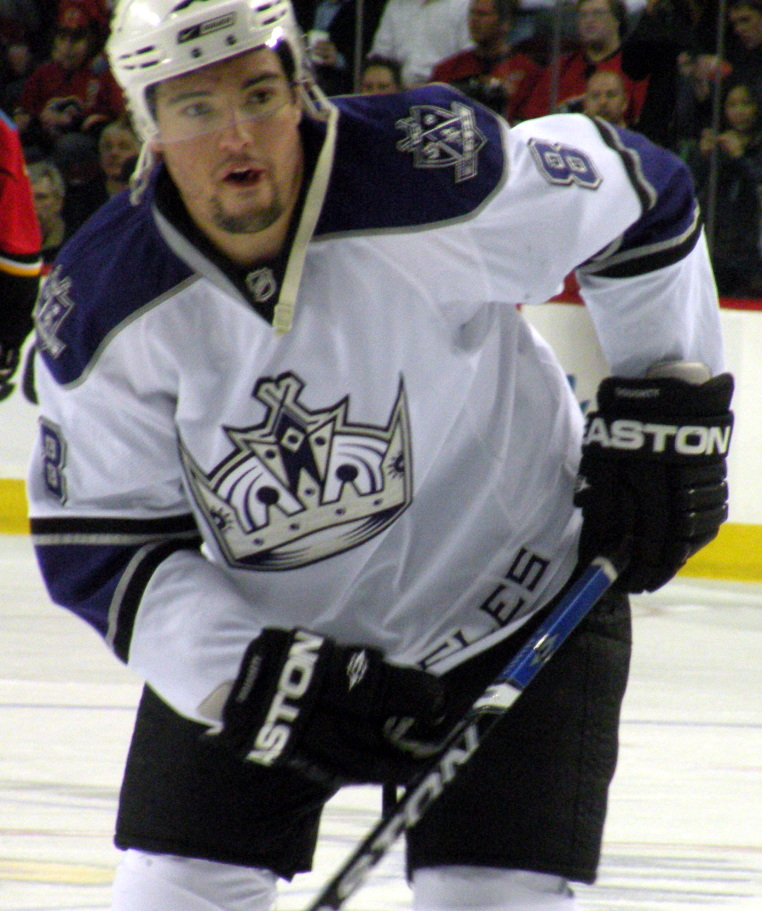
Doughty en 2009.

Doughty commence sa carrière en jouant pour l'équipe de sa ville natale London Min-Midget en 2004-05 avant de rejoindre la Ligue de hockey de l'Ontario et l'équipe junior du Storm de Guelph. Meilleur défenseur offensif de la ligue en 2007, il fait parler de lui tout au long de ses trois saisons en OHL. Il participe avec l'équipe LHO au Défi ADT Canada-Russie en 2006 et 2007.
Il est pressenti pour être parmi les premiers joueurs choisis lors du repêchage d'entrée dans la Ligue nationale de hockey de 2008 : il est classé second joueur nord-américain par le Central Scouting Service et troisième par le International Scouting Service à la mi-saison.
Finalement, à la fin de la saison, il reçoit le trophée Max-Kaminsky du meilleur défenseur de la saison de l'OHL et il est choisi lors du repêchage en tant que second joueur par les Kings de Los Angeles après Steven Stamkos choisi par le Lightning de Tampa Bay.
Il intègre l'effectif des Kings la même année du repêchage et marque 27 points pour 6 buts et 21 aides en 81 matchs lors de sa première saison. Après avoir réalisé des saisons de 59 et 40 points, il prolonge son contrat avec les Kings pour 8 ans et 56 millions de dollars le 30 septembre 2011. Il remporte en 2012 la Coupe Stanley après que les Kings ont battu les Devils du New Jersey en finale.
Il remporte une deuxième Coupe Stanley en 2014 lorsque son équipe bat les Rangers de New York en finale. Il gagne en 2015-2016 le trophée James-Norris remis au meilleur défenseur de la ligue.

### Carrière internationale
Il joue pour le Canada pour la première fois lors du championnat du monde moins de 18 ans en 2007 en Finlande. L'équipe perd en demi-finale après les tirs de fusillade puis finalement également dans le match pour la troisième place. La même année, il participe au Super Série 2007 contre les joueurs russes.
Il joue ensuite le championnat du monde junior de 2008. L'équipe remporte la médaille d'or et Doughty est à titre personnel élu dans l'équipe type du tournoi mais également en tant que meilleur défenseur de l'édition.
Le 30 décembre 2009, il est sélectionné pour faire partie de l'équipe masculine aux Jeux olympiques de 2010 à Vancouver.

## Statistiques

### Statistiques en club
| Saison     | Équipe               | Ligue      |       | Saison régulière | Saison régulière | Saison régulière | Saison régulière | Saison régulière |    | Séries éliminatoires | Séries éliminatoires | Séries éliminatoires | Séries éliminatoires | Séries éliminatoires |
| Saison     | Équipe               | Ligue      | PJ    | B                | A                | Pts              | Pun              | PJ               | B  | A                    | Pts                  | Pun                  |                      |                      |
| 2004-2005  | London Min-Midget    | AAA        | 55    | 19               | 30               | 49               | 31               | -                | -  | -                    | -                    | -                    |                      |                      |
| 2005-2006  | Storm de Guelph      | LHO        | 65    | 5                | 28               | 33               | 40               | 14               | 0  | 13                   | 13                   | 18                   |                      |                      |
| 2006-2007  | Storm de Guelph      | LHO        | 67    | 21               | 53               | 74               | 76               | 4                | 2  | 3                    | 5                    | 8                    |                      |                      |
| 2007-2008  | Storm de Guelph      | LHO        | 58    | 13               | 37               | 50               | 68               | 10               | 3  | 6                    | 9                    | 14                   |                      |                      |
| 2008-2009  | Kings de Los Angeles | LNH        | 81    | 6                | 21               | 27               | 56               | -                | -  | -                    | -                    | -                    |                      |                      |
| 2009-2010  | Kings de Los Angeles | LNH        | 82    | 16               | 43               | 59               | 54               | 6                | 3  | 4                    | 7                    | 4                    |                      |                      |
| 2010-2011  | Kings de Los Angeles | LNH        | 76    | 11               | 29               | 40               | 68               | 6                | 2  | 2                    | 4                    | 8                    |                      |                      |
| 2011-2012  | Kings de Los Angeles | LNH        | 77    | 10               | 26               | 36               | 69               | 20               | 4  | 12                   | 16                   | 14                   |                      |                      |
| 2012-2013  | Kings de Los Angeles | LNH        | 48    | 6                | 16               | 22               | 36               | 18               | 2  | 3                    | 5                    | 8                    |                      |                      |
| 2013-2014  | Kings de Los Angeles | LNH        | 78    | 10               | 27               | 37               | 64               | 26               | 5  | 13                   | 18                   | 30                   |                      |                      |
| 2014-2015  | Kings de Los Angeles | LNH        | 82    | 7                | 39               | 46               | 56               | -                | -  | -                    | -                    | -                    |                      |                      |
| 2015-2016  | Kings de Los Angeles | LNH        | 82    | 14               | 37               | 51               | 52               | 5                | 0  | 1                    | 1                    | 2                    |                      |                      |
| 2016-2017  | Kings de Los Angeles | LNH        | 82    | 12               | 32               | 44               | 46               | -                | -  | -                    | -                    | -                    |                      |                      |
| 2017-2018  | Kings de Los Angeles | LNH        | 82    | 10               | 50               | 60               | 54               | 3                | 0  | 0                    | 0                    | 0                    |                      |                      |
| 2018-2019  | Kings de Los Angeles | LNH        | 82    | 8                | 37               | 45               | 44               | -                | -  | -                    | -                    | -                    |                      |                      |
| 2019-2020  | Kings de Los Angeles | LNH        | 67    | 7                | 28               | 35               | 36               | -                | -  | -                    | -                    | -                    |                      |                      |
| 2020-2021  | Kings de Los Angeles | LNH        | 56    | 8                | 26               | 34               | 26               | -                | -  | -                    | -                    | -                    |                      |                      |
| 2021-2022  | Kings de Los Angeles | LNH        | 39    | 7                | 24               | 31               | 30               | -                | -  | -                    | -                    | -                    |                      |                      |
| 2022-2023  | Kings de Los Angeles | LNH        | 81    | 9                | 43               | 52               | 34               | 6                | 0  | 3                    | 3                    | 4                    |                      |                      |
| 2023-2024  | Kings de Los Angeles | LNH        | 82    | 15               | 35               | 50               | 44               | 5                | 2  | 1                    | 3                    | 14                   |                      |                      |
| Totaux LNH | Totaux LNH           | Totaux LNH | 1 177 | 156              | 513              | 669              | 769              | 95               | 18 | 39                   | 57                   | 84                   |                      |                      |

### Statistiques en équipe nationale
| Année | Équipe         | Compétition                  |   | PJ | B | A | Pts | Pun | +/-               |  | Résultat |
| 2007  | Canada -18 ans | Championnat du monde -18 ans | 6 | 2  | 3 | 5 | 8   | -1  | Quatrième place   |  |          |
| 2007  | Canada         | Super Série                  | 8 | 0  | 2 | 2 | 4   |     |                   |  |          |
| 2008  | Canada junior  | Championnat du monde junior  | 7 | 0  | 4 | 4 | 0   |     | Médaille d'or     |  |          |
| 2009  | Canada         | Championnat du monde         | 9 | 1  | 6 | 7 | 4   | +5  | Médaille d'argent |  |          |
| 2010  | Canada         | Jeux olympiques              | 7 | 0  | 2 | 2 | 2   | +6  | Médaille d'or     |  |          |
| 2014  | Canada         | Jeux olympiques              | 6 | 4  | 2 | 6 | 0   | +4  | Médaille d'or     |  |          |
| 2016  | Canada         | Coupe du monde               | 6 | 0  | 2 | 2 | 2   | +5  | Vainqueur         |  |          |
| 2025  | Canada         | Confrontation des 4 nations  | 4 | 0  | 1 | 1 | 0   | +1  | Vainqueur         |  |          |

## Trophées et honneurs personnels

### Ligue de hockey de l'Ontario
- 2005-2006 : nommé dans l'équipe d'étoiles des recrues de la LHO
- 2006-2007 : nommé dans la première équipe d'étoiles de la LHO
- 2007-2008 :
  - nommé meilleur défenseur du championnat du monde junior
  - nommé dans l'équipe-type du championnat du monde junior
  - remporte le trophée Max-Kaminsky du meilleur défenseur de la LHO
  - nommé dans la première équipe d'étoiles de la LHO
  - nommé dans la première équipe d'étoiles de la Ligue canadienne de hockey

### Ligue nationale de hockey
- 2008-2009 : nommé dans l'équipe d’étoiles des recrues
- 2009-2010 : nommé dans la deuxième équipe d'étoiles de la LNH
- 2011-2012 : champion de la coupe Stanley avec les Kings de Los Angeles (1)
- 2013-2014 : 
  - nommé dans l'équipe-type du tournoi olympique
  - champion de la coupe Stanley avec les Kings de Los Angeles (2)
- 2014-2015 : 
  - participe au 60e Match des étoiles de la LNH (1)
  - nommé dans la deuxième équipe d'étoiles de la LNH
- 2015-2016 :
  - sélectionné dans la première équipe d'étoiles (1)
  - participe au 61e Match des étoiles de la LNH (2)
  - remporte le trophée James-Norris du meilleur défenseur de la LNH
- 2016-2017 :
  - vainqueur de la Coupe du Monde de hockey avec le Canada
  - participe au 62e Match des étoiles de la LNH (3)
- 2017-2018 :
  - sélectionné dans la première équipe d'étoiles (2)
  - participe au 63e Match des étoiles de la LNH (4)
- 2018-2019 :
  - participe au 64e Match des étoiles de la LNH (5)